# Guillermo Miguel Ruiz-Palacios y Santos
Guillermo Miguel Ruiz-Palacios y Santos  (21 de diciembre de 1947, Ciudad de México, México) es un médico, investigador y profesor mexicano. Sus líneas de investigación están relacionadas con enfermedades infecciosas, en particular con infecciones gastrointestinales, VIH/SIDA, infecciones nosocomiales y respiratorias, resistencia antimicrobiana. En rotavirus, desarrolló los primeros métodos de diagnóstico originales. En VIH/SIDA, fue pionero en el estudio de la epidemia en México (2009). Su grupo diagnosticó el primer caso de SIDA en el país.

## Biografía
Nació en la Ciudad de México el 21 de diciembre de 1947. Estudió Medicina en la Universidad Nacional Autónoma de México (UNAM) y realizó su especialización en Medicina Interna en el Instituto Nacional de Ciencias Médicas y Nutrición Salvador Zubirán (INCMNSZ), donde es fundador y jefe del Departamento de Infectología. 
Realizó una subespecialidad en infectología en el Centro Científico Sanitario de la Universidad de Texas en Houston, Estados Unidos, y una estancia en Microbiología clínica en la Clínica Mayo en Rochester. Ha sido profesor en la Facultad de Medicina de la UNAM, en el INCMNSZ y en la Escuela de Medicina de la Universidad de Texas. Es investigador del Sistema Nacional de Investigadores y ha sido profesor visitante en la Universidad de Gotemburgo, Suecia; London School of Hygiene and Tropical Medicine, Reino Unido; Eastern Virginia Medical School, University of Cincinnati; Massachusetts General Hospital (Universidad de Harvard) en Estados Unidos.
Fue el titular de la Comisión Coordinadora de Institutos Nacionales de Salud y Hospitales de Alta Especialidad (CCINSHAE) del 2013 al 2019 y creó y fundó el Consorcio Nacional de Investigación en Medicina Traslacional e Innovación (CONIMETI).

## Antecedentes
Fue integrante del Consejo Nacional para la Prevención y Control del SIDA (CONASIDA); coordinador del Grupo Mexicano para el Estudio de las Infecciones Gastrointestinales de la Fundación Mexicana para la Salud. Ha participado en los comités de evaluación de los Programas de Posgrado UNAM-National Academy of Sciences (EU), y el de Ciencias de la Salud, Programa de Becas y del Padrón de Posgrado de CONACYT. Pertenece a la Academia Nacional de Medicina, al comité de investigación del Instituto Nacional de Medicina Genómica. En la Organización Mundial de la Salud ha participado en varios programas, como el Diarrhoeal Diseases Control Program; Global Program on AIDS; Global Program for Vaccines and Immunization; Global Burden of Foodborne Diseases. Es integrante del Consejo Consultivo de Ciencias de la Presidencia de la República.
Tiene 312 publicaciones académicas sobre las diferentes pandemias que han afectado al mundo, incluida la del COVID-19. Sus trabajos tienen 12,715 citas en literatura nacional. Es fundador del Departamento de Infectología del INCMNSZ. Es uno de los investigadores pioneros en el estudio del COVID-19 en México. Realizó tratamientos con Remdesivir a 10 pacientes de coronavirus de los cuales 9 dieron resultados positivos.

## Premios y reconocimientos[4]
- Medalla Jacques Monod, que otorga el Instituto Luis Pasteur de Francia (1983)
- Premio Miguel Otero por parte del Consejo de Salubridad Nacional de la Secretaría de Salud (1998)
- Paper of the Year de la revista The Lancet (2006)
- Premio Nacional de Ciencias y Artes en el área de Ciencias Físico-Matemáticas y Naturales (2007)
- Premio Carlos Slim en salud, por su trayectoria en la investigación (2009)
- Medalla por 30 años de Profesor de la Facultad de Medicina (UNAM) (2009)
- Galardón por sus aportes al conocimiento de las infecciones gastrointestinales

## Publicaciones
Ha publicado 170 artículos con arbitraje, dos libros, 53 capítulos de libros, 295 presentaciones en congresos nacionales e internacionales y registrado 3 patentes.